# Wifredo Lam
Wifredo Óscar de la Concepción Lam y Castilla (Sagua La Grande, 8 de diciembre de 1902 - París, 11 de septiembre de 1982) fue un pintor vanguardista cubano.

## Biografía
Wifredo Lam nació el 8 de diciembre de 1902 en Sagua la Grande, en Cuba. Es el octavo hijo de Lam-Yam, nacido en Cantón hacia 1820 y emigrado hacia las Américas en 1860, y de Ana Serafina Castilla, nacida en 1862 en Cuba y descendiente mestiza de familias de origen español y africano.
A comienzos de la década de 1930 era evidente su influencia surrealista, así como la de Henri Matisse y también posiblemente la de Joaquín Torres García. 
En 1936, al visitar una exposición de Pablo Picasso, se sintió fuertemente atraído hacia él, tanto artística como políticamente. En ese mismo año, ayudado por su amigo Faustino Cordón, se une como voluntario al Ejército Popular de la República en su lucha contra las tropas golpistas de Francisco Franco en el contexto de la guerra civil española. Dibuja carteles antifascistas y es encargado de la dirección de una fábrica de municiones.La violencia de los combates inspira su gran tela titulada La Guerra Civil.
En 1938 se fue a vivir a París, donde el propio Picasso lo tomó bajo su tutela y alimentó su interés por el arte africano y las máscaras primitivas. En ese mismo año viajó a México, donde permaneció con Frida Kahlo y Diego Rivera.
La variada herencia multicultural de Lam, así como su relación con la santería, se manifiesta extensamente en la obra del artista.
Durante la Segunda Guerra Mundial, Lam vivió la mayor parte del tiempo en el Caribe junto con los también exiliados del nazismo Claude Lévi-Strauss, André Masson y André Breton, cuyo poema Fata Morgana Lam ilustró con seis dibujos en 1940. En 1941 regresó a La Habana, donde fue fuertemente influenciado por las teorías de Carl Jung. A finales de 1942 comenzó su importante obra "La Jungla" (1943).Lam desarrolló un estilo propio en el que combinaba el surrealismo y el cubismo con el espíritu y formas del Caribe. 
Aunque la historiografía tradicional aleja a Lam del conflicto planetario, hoy se sabe que durante el periodo que abarcó la etapa tardía de la conflagración (1944) visitó la Francia y que allí  compartió con cubanos quienes participaban en la Segunda Guerra Mundial. El testimonio gráfico de su amigo José Saínz Expósito, piloto de guerra del Ejército de los Estados Unidos de América, así lo corrobora.
Entre 1942 y 1950 realizó exposiciones regulares en la Pierre Matisse Gallery de Nueva York. Su segundo matrimonio, en 1944 con Helena Holzer, terminó en divorcio en 1950. En 1946, tras una estancia de cuatro meses en Haití, Lam regresó a Francia vía Nueva York. 
En 1948 conoció a Asger Jorn, con quien trabó una amistad de muchos años. Viajó intensamente hasta 1952, cuando permaneció tres años en París. En 1955 reanudó los viajes, y en 1960 se estableció en Albisola Mare, en la costa italiana. El invierno de ese año se casó con la pintora sueca Lou Laurin, con quien tuvo tres hijos. 

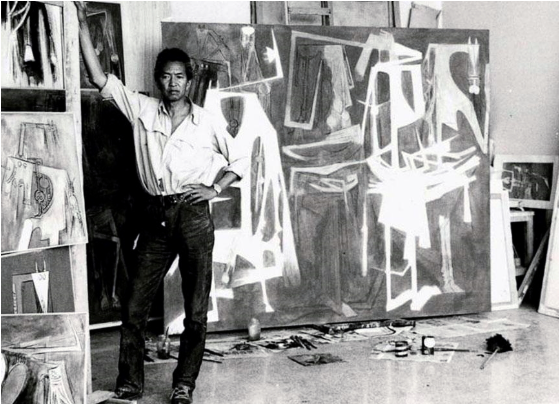
Wifredo Lam en su taller. 1964

En 1964 recibió el Guggenheim International Award, y en 1966 y 1967 se realizaron numerosas retrospectivas de su obra en el Kunsthalle de Basilea, el Kestner-Gesellschaft de Hannover; el Stedelijk Museum de Ámsterdam , el Moderna Museet de Estocolmo y el Palais des Beaux-Arts de Bruselas. Recibió numerosos premios y reconocimientos. Su obras se encuentran en los principales museos del mundo. 
Se han subastado obras de Lam en todas las subastas de arte latinoamericano de prestigio mundial, alcanzando también los precios más altos (por ejemplo, 1 267 500 dólares por "La mañana verde", óleo/papel, 1943; Sotheby´s. Latin American Art. Sale #NY7140, 27 de mayo de 1998: lote 12).
Lam murió en París el 11 de septiembre de 1982. Está enterrado en su ciudad natal.